# Campionati Nazionali Universitari 2007
La LXI edizione dei Campionati Nazionali Universitari (CNU) si sono tenuti a Jesolo dal 19 marzo al 23 marzo 2007, e sono stati organizzati dal CUS Venezia.

## Discipline
12 discipline tradizionali (Atletica, Pallavolo, Calcio, Rugby a 7, Calcio a 5, Scherma, Jūdō, Taekwondo, Karate, Tennis, Pallacanestro, Tennistavolo)
5 discipline opzionali (Golf, Beach volley, Pugilato, Tiro a volo, Lotta greco-romana)

## Medagliere
| CUS                    | O  | A  | B  | Totale |
| ---------------------- | -- | -- | -- | ------ |
| CUS Milano             | 11 | 14 | 18 | 43     |
| CUS Genova             | 10 | 8  | 8  | 26     |
| CUS Bologna            | 10 | 5  | 5  | 20     |
| CUS Torino             | 9  | 8  | 11 | 28     |
| CUS Napoli             | 7  | 3  | 10 | 20     |
| CUS Roma               | 6  | 8  | 9  | 23     |
| CUS Macerata           | 6  | 1  | 2  | 9      |
| CUS Perugia            | 5  | 7  | 3  | 15     |
| CUS Padova             | 4  | 7  | 4  | 15     |
| CUS Camerino           | 4  | 6  | 6  | 16     |
| CUS Pisa               | 4  | 3  | 7  | 14     |
| CUS Parma              | 4  | 1  | 5  | 10     |
| CUS Lecce              | 4  | 1  | 2  | 7      |
| CUS Bari               | 3  | 9  | 9  | 21     |
| CUS Catania            | 3  | 2  | 5  | 10     |
| CUS Venezia            | 3  | 1  | 1  | 5      |
| CUS Catanzaro          | 2  | 7  | 1  | 10     |
| CUS Firenze            | 2  | 4  | 4  | 10     |
| CUS Messina            | 2  | 3  | 8  | 13     |
| CUS Cosenza            | 2  | 2  | 8  | 12     |
| CUS Sassari            | 2  | 2  | 2  | 6      |
| CUS Salerno            | 2  | 2  | 1  | 5      |
| CUS Cassino            | 2  | 1  | 0  | 3      |
| CUS Urbino             | 2  | 0  | 1  | 3      |
| CUS Ferrara            | 2  | 0  | 0  | 2      |
| CUS Brescia            | 1  | 3  | 3  | 7      |
| CUS Trento             | 1  | 2  | 2  | 5      |
| CUS Siena              | 1  | 1  | 2  | 4      |
| CUS Verona             | 1  | 1  | 2  | 4      |
| CUS Piemonte Orientale | 1  | 1  | 1  | 3      |
| CUS L'Aquila           | 1  | 1  | 0  | 2      |
| CUS Chieti             | 1  | 0  | 5  | 6      |
| CUS Trieste            | 1  | 0  | 2  | 3      |
| CUS Udine              | 1  | 0  | 2  | 3      |
| CUS Modena             | 1  | 0  | 1  | 2      |
| CUS Molise             | 2  | 2  | 2  | 6      |
| CUS Bergamo            | 1  | 0  | 0  | 1      |
| CUS Cagliari           | 0  | 2  | 6  | 8      |
| CUS Pavia              | 0  | 2  | 2  | 4      |
| CUS Ancona             | 0  | 1  | 2  | 3      |
| CUS Benevento          | 0  | 1  | 0  | 1      |
| CUS Potenza            | 0  | 1  | 0  | 1      |
| CUS Foggia             | 0  | 0  | 2  | 2      |
| CUS Caserta            | 0  | 0  | 1  | 1      |
| CUS dei Laghi          | 0  | 0  | 1  | 1      |
| CUS Teramo             | 0  | 0  | 1  | 1      |
| CUS Viterbo            | 0  | 0  | 1  | 1      |
| CUS Palermo            | 0  | 0  | 0  | 0      |
| CUS Reggio Calabria    | 0  | 0  | 0  | 0      |